# St. Quentin Cabaret Military Cemetery
St. Quentin Cabaret Military Cemetery is een Britse militaire begraafplaats met gesneuvelden uit de Eerste Wereldoorlog, gelegen in het Belgische dorp  Ploegsteert. De begraafplaats ligt in het uiterste noorden van het grondgebied, bijna vier kilometer ten noorden van het dorpscentrum en slechts een paar honderd meter ten zuiden van het dorp Wulvergem. De begraafplaats werd ontworpen door Charles Holden met medewerking van William Cowlishaw en wordt onderhouden door de Commonwealth War Graves Commission. Ze heeft een driehoekig grondplan met een oppervlakte van 4.644 m² en is omgeven door een natuurstenen muur. De ingang bevindt zich in de oostelijke hoek waar ook het Cross of Sacrifice staat. 
Op de begraafplaats worden 462 doden herdacht, waarvan 7 niet geïdentificeerde. 

## Geschiedenis
Vlakbij lag vroeger een herberg die "St. Quentin Cabaret" werd genoemd. De plaats lag enkele honderd meter ten zuiden van het dorpscentrum van Wulvergem en zo'n halve kilometer ten oosten van een hoeve die de Britten "Kandahar Farm" noemden en waar Kandahar Farm Cemetery werd aangelegd. Het gebied lag het grootste deel van de oorlog in geallieerd gebied, vlak bij het front. De Britten startten de begraafplaats in februari 1915 en bleven deze gebruiken tot het Duitse lenteoffensief van 1918, toen Wulvergem in april in Duitse handen viel. In september werd het terug heroverd.
Er liggen 321 Britten, 68 Canadezen, 7 Australiërs, 64 Nieuw-Zeelanders en 2 Duitsers begraven.

## Graven

### Onderscheiden militairen
- D.D.H. Campbell, majoor bij de Royal Field Artillery, Joseph Bowyer, luitenant bij de Lancashire Fusiliers en Charles Sainsbury, luitenant bij het Wiltshire Regiment werden onderscheiden met het Military Cross (MC).
- Stuart Ramsay, kapitein bij het The Loyal North Lancashire Regiment en John Edwin Sugden, kapitein bij de Royal Irish Rifles werden onderscheiden met de Distinguished Service Order (DSO).
- Arthur John Thoma Prankard, korporaal bij het South Lancashire Regiment werd onderscheiden met de Distinguished Conduct Medal (DCM).
- Henry Clarence Welch, sergeant bij de New Zealand Rifle Brigade werd onderscheiden met de Military Medal (MM).

### Minderjarige militairen
- Ewart Barratt, soldaat bij het South Staffordshire Regiment was 16 jaar toen hij op 27 mei 1915 sneuvelde.
- Matthew Burnside, schutter bij de Royal Irish Rifles was 17 jaar toen hij op 21 september 1916 sneuvelde.

### Alias
- soldaat E. Wormald diende onder het alias J. Henry bij de Canadian Infantry.